# PVRIS
Pvris (prononcé « paris » et stylisé PVRIS) est un groupe américain d'electro-rock, originaire de Lowell, dans le Massachusetts. Il est formé par Lynn Gunn et Brian MacDonald. Le groupe se nommait à l'origine Paris, mais l'a ensuite changé en Pvris à l'été 2013 pour des raisons juridiques. Ils sortent un EP éponyme et un EP acoustique avant de signer chez Rise Records et Velocity Records.
Leur premier album, White Noise, sort en novembre 2014, et sa version deluxe, le 22 avril 2016. Le 25 août 2017, ils sortent leur deuxième album All We Know of Heaven, All We Need of Hell, vient ensuite un EP, Hallucinations, le 25 octobre 2019. Leur troisième album, Use Me, sort le 28 août 2020 suivi de Evergreen en 2023.

## Biographie

### Formation et débuts (2012–2014)
Le groupe se forme à Lowell, Massachusetts, en 2012 sous le nom d'Operation Guillotine. Ils étaient à l'origine un groupe de metalcore composé de cinq membres, avec Kyle Anthony comme chanteur principal. Leur line-up a ensuite changé avec Lynn Gunn (né Lyndsey Gunnulfsen) au chant et à la guitare, le guitariste Alex Babinski, à la guitare, Brian Macdonald, à la basse, et Brad Griffin, à la batterie. Alex Babinski a précédemment fait partie de I Am the Fallen. Le 26 mars 2013, Pvris sort son EP éponyme. Leur son est alors encore décrit comme du post-hardcore.
Au cours de l'été 2013, il remporte un concours qui leur permet de jouer une semaine Warped Tour. C'est également à cette époque, le 26 juillet, qu'ils changent officiellement leur nom de «Paris» à «Pvris», invoquant des raisons juridiques. Ils continuent de tourner avec The Rise Up Tour en support de A Skylit Drive en septembre et octobre 2013. Peu de temps après la fin de la tournée, ils se séparèrent de leur batteur Brad Griffin et continuèrent en trio. En décembre 2013, Pvris entre en studio avec Blake Harnage de Versa. Le 1er avril 2014, ils sortent leur EP, Acoustic.

### White Noise(2014–2016)

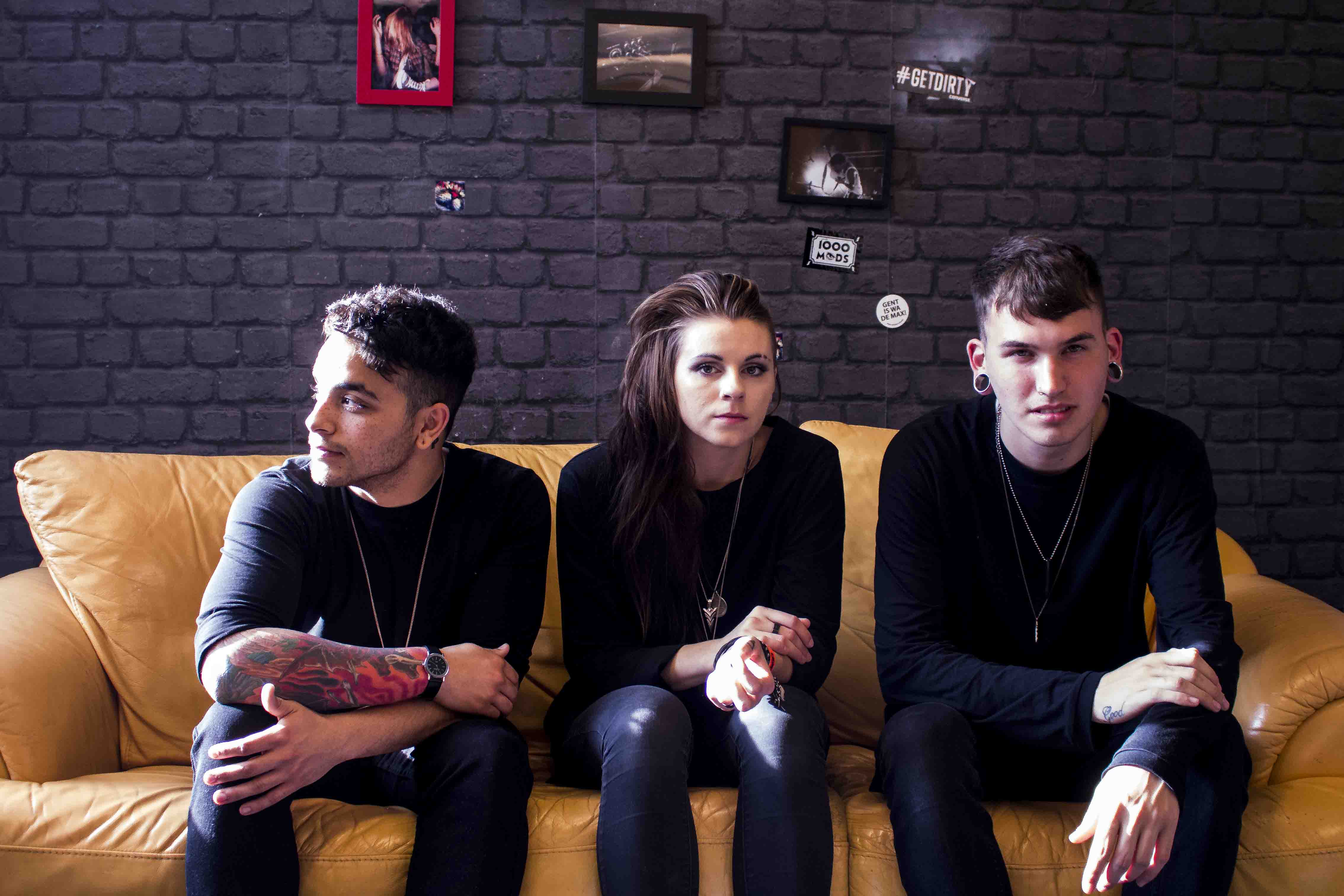
Pvris en 2015.

Pour cet album, leur son est radicalement différent de leur début, puisqu'ils incorporent des éléments pop et électroniques dans leur musique. Lynn Gunn constate que cette incorporation s'est faite inconsciemment. En juin 2014 ils signent avec les labels Rise et Velocity Records. C'est alors l'une des premières signatures féminines de Rise Records. Le 24 juin, un clip sort pour le titre St. Patrick. Le titre se placera numéro 4 du Kerrang! Rock Chart, et restera plus de quinze semaines dans le top 20.
Le groupe tourne avec Mayday Parade en octobre et novembre sur leur tournée The Honeymoon Tour. Début septembre, le groupe rejoint Emarosa pour leur tournée Up Close and Personal. Pvris sera aussi présent sur le Ice Grills 2014 Tour au Japon du 16 au 21 septembre 2014. Le 22 septembre 2014, Pvris annonce son premier album, White Noise, qui sortira le 4 novembre 2014. Le jour suivant cette annonce, le groupe sort un clip pour le titre My House. Début 2015, ils sont sur la deuxième étape de la tournée mondiale Pierce the Veil et Sleeping with Sirens, avec Mallory Knox également en première partie.
Le 11 juin 2015, Pvris remporte le Relentless Kerrang! Awards 2015 dans la catégorie meilleur nouveau groupe international. Le 22 juin 2015, le groupe sort Pvris sa reprise de Chandelier de Sia sur l'édition deluxe de Punk Goes Pop 6. Le 22 juillet 2015, lors de la cérémonie des Alternative Press Music Awards, ils remportent le prix dans la catégorie Breakthrough Band. En octobre, le groupe tourne, cette fois, avec Bring Me the Horizon aux États-Unis puis le mois suivant au Royaume-Uni. En février et mars 2016, le groupe soutient Fall Out Boy lors de sa tournée aux États-Unis. Le 5 janvier 2016, Pvris fait ses débuts à la télévision en interprétant My House et White Noise lors du Jimmy Kimmel Live!.
Le 22 février 2016, sort le titre You and I, accompagné d'un clip vidéo. Il figurera sur l'édition deluxe de White Noise, sortie le 22 avril. Ce dernier comprend également une version acoustique de You and I, ainsi qu'un nouveau morceau Empty. Le 11 mai 2016, Pvris entame sa première tournée américaine en tête d'affiche. Ils joueront aussi pour la première fois au Lollapolooza de Chicago le 29 juillet 2016.

### All We Know of Heaven, All We Need of Hell(2016–2019)
Pvris joue son dernier concert de 2016 au Summer Sonic d'Osaka le 21 août,. Après cette date, ils se rendent dans la ville d' Utica, pour enregistrer leur deuxième album, dans une église soi-disant hantée et transformée en studio d'enregistrement. Le 17 février 2017, tous les réseaux sociaux du groupe indiquent un même message en chiffres romains "II XX XVII" ou 2 20 17. Le 20 février, ils annoncent une petite tournée européenne.
Le 30 avril 2017, Pvris diffuse son nouveau single Heaven sur BBC Radio 1 Rock Show. Le 1er mai, All We Know of Heaven, All We Need of Hell, leur deuxième album, est annoncé le 4 août. Les 4 et 5 mai 2017, Pvris se produit à Londres dans le cadre de leur tournée européenne et présente en avant-première la chanson Half. Le 13 juin, le groupe dévoile un dernier single, What's Wrong, toujours sur BBC Radio 1. Pvris sort un remix du titre Last One de The Aces.

### DeHallucinationsau départ d'Alex Babinski (2019–2021)
En 2019, le groupe signe avec le label Reprise / Warner Records, et le 12 juillet 2019, ils sortent un nouveau titre, Death of Me, comme premier single de leur EP, Hallucinations. La piste est classée numéro 1 sur le Kerrang Rock Chart. Le 16 août 2019, le groupe sort son deuxième single, Hallucinations, qui voit le son du groupe poursuivre vers des sons plus influencés par l'EDM. Le 19 octobre 2019, ils annoncent l'EP de cinq titres, Hallucinations, pour le 25 octobre 2019.
Le 4 mars 2020, ils annoncent sur les réseaux sociaux l'annonce de leur troisième album, Use Me. Le 4 mars 2020, le groupe sort Dead Weight comme premier single de Use Me et annonce la sortie de ce dernier 1er mai. K. Flay a collaboré à ce titre et le décrit comme de la pop sombre. Le clip de Dead Weight est tourné à Milan. Le 8 avril 2020, le groupe annonce que la sortie de Use Me sera décalée au 10 juillet 2020, pour finalement annoncer le 2 juillet, que la sortie sera reportée au 28 août 2020. Une édition de luxe de l'album sortira le 22 octobre 2020.
Le 26 août 2020, le groupe annonce que le guitariste Alex Babinski ne fait plus partie du groupe en raison d'accusations de comportements déplacés. Le 30 juillet 2021, le duo sort un nouveau titre intitulé Monster. Le 29 septembre 2021, le groupe interprète Burn It All Down, la chanson des championnats du monde 2021 du jeu League of Legends. En novembre, le groupe continue sa collaboration avec le jeu en participant à la bande originale de la série Arcane avec le son Snakes en collaboration avec Miyavi.

### EVERGREEN(depuis 2022)
Le 30 mars 2023, le groupe annonce la sortie de son quatrième album, EVERGREEN pour le 14 juillet 2023. En octobre 2024, le groupe sort le EP F.I.L.T.H. En 2025, Pvris célèbre les 10 ans de l'album White Noise avec une édition spéciale de l'album et une tournée. Le groupe se joindra à la tournée From Zero World Tour 2025 de Linkin Park.

## Membres

### Membres actuels
- Lynn Gunn - chant, guitares, claviers (depuis 2012)
- Brian MacDonald - basse, claviers (depuis 2012)

### Musiciens de tournée
- Denny Agosto - batterie (depuis 2020)[58]
- Justin Nace - batterie (2014–2020)[59]

### Anciens membres
- Kyle Anthony - scream (2012)
- Brad Griffin - batterie, chœurs (2012–2013)
- Alex Babinski - guitare, claviers (2012–2020)

## Discographie

### Albums studio
- 2014 : White Noise
- 2017 : All We Know of Heaven, All We Need of Hell
- 2020 : Use Me
- 2023 : EVERGREEN

### EP
- 2013 : Paris
- 2014 : Acoustic
- 2019 : Hallucinations
- 2024 : F.I.L.T.H.

### Autres morceaux
- 2012 : Mind Over Matter
- 2012 : Gemini (avec Kyle Anthony)
- 2013 : Rain (Love, Robot featuring Pvris)
- 2013 : Follow
- 2013 : Chandelier
- 2014 : Punk Goes Pop Vol. 6 (Fire that Burns (Circa Waves featuring PVRIS))
- 2017 : Different Creatures
- 2017 : Are You Ten Years Ago
- 2017 : The Con X: Couvertures